# Municipalità locale di Matzikama
Matzikama è una municipalità locale (in inglese Matzikama Local Municipality) appartenente alla municipalità distrettuale di West Coast  della  provincia del Capo Occidentale in Sudafrica. 
In base al censimento del 2001 la sua popolazione è di 50.208 abitanti.
La sede amministrativa e legislativa è la città di Vredendal e il suo territorio si estende su una superficie di 11.729 km² ed è suddiviso in 7 circoscrizioni elettorali (wards). Il suo codice di distretto è WC011.

## Geografia fisica

### Confini
La municipalità locale di Matzikama confina a nord con il District Management Areas WCDMA01, a est con quella di Hantam (Namakwa/Provincia del Capo Settentrionale), a sud con quella di Cederberg e a ovest con l'Oceano Atlantico.

### Città e comuni
- Bitterfontein
- Doringbaai
- Ebenhaeser
- Grootdrif
- Klawer
- Kliprand
- Koekenaap
- Landplaas
- Lutzville
- Nuwerus
- Papendorp
- Rietpoort
- Spruitdrif
- Strandfontein
- Trawal
- Vanrhynsdorp
- Volstruisleegte
- Vredendal

### Fiumi
- Droe
- Droekraal se Leegte
- Geelbeks
- Kleinfontein
- Langkloof
- Olifants
- Oorlogskloof
- Rooiberg
- Sout
- Troe - Troe
- Vars
- Volstruisleegte
- Wiedou